# Vila Nova Sintra
Vila Nova Sintra är en kommunhuvudort i Kap Verde.   Den ligger i kommunen Brava, i den sydvästra delen av landet, 130 km väster om huvudstaden Praia. Vila Nova Sintra ligger 460 meter över havet och antalet invånare är 1 813. Den ligger på ön Ilha Brava.
Terrängen runt Vila Nova Sintra är varierad. Havet är nära Vila Nova Sintra åt nordväst. Trakten är glest befolkad. Det finns inga andra samhällen i närheten. 